# Franz Hofmann (Landrat)
Franz Georg Karl Hofmann (* 25. Oktober 1899 in Weimar; † 30. März 1945 ebenda) war ein deutscher Pädagoge, NSDAP-Kreisleiter und Landrat von Weimar. Im Zusammenhang mit mehreren Fliegermordfällen in seinem Landkreis wurde er von Angeklagten oder Zeugen als Anstifter bzw. Mittäter benannt.

## Berufliche Laufbahn
Nach Abschluss der Volksschule besuchte Franz Hofmann, unterbrochen durch Kriegsteilnahme, das Lehrerseminar in Weimar. Von 1920 an war er bis 1933 Lehrer an verschiedenen Volksschulen in oder im Umkreis von Weimar. 1933 wurde er zum Schulrat und Leiter der Abteilung Schulverwaltung im Kreisamt Weimar ernannt (bis 1934).

## Politische Laufbahn
Der NSDAP trat er zum 1. Oktober 1930 bei (Mitgliedsnummer 338.138) und wurde ein Jahr später Kreisleiter von Weimar. Mit Wirkung vom 1. Februar 1935 wurde er zusätzlich Landrat im Kreis Weimar. Für die Planung des Gebäudes des Kreisamtes, das 1937 nach den Plänen von Ernst Flemming vollendet wurde, war er der Auftraggeber.

## Verwicklung in Fliegermordfälle

### 20. Juli 1944Wohlsborn
Drei amerikanische Flieger, Besatzungsmitglieder der B-17 42-31037, werden am Bärenhügel südöstlich des Dorfes Wohlsborn tot aufgefunden. Einer der Toten, Second Lieutenant Owen H. Jorgensen, war erschossen worden. Hofmann wird am Tatort gesehen.

### 29. Juli 1944Ottmannshausen
Fünf Amerikaner, abgesprungene Besatzungsmitglieder der B-17 42-107211, werden auf Befehl Hofmanns nach Ottmannshausen gebracht und dort gelyncht. Hofmann ist unter den Tätern.

### 29. Juli 1944Daasdorf b.B.
Zwei Amerikaner, Besatzungsmitglieder der B-17 42-107211, werden von zwei Polizisten aus der Gegend am Ortsrand erschossen.

### 29. Juli 1944Guthmannshausen
Einer Zeugin aus Guthmannshausen zufolge ist Hofmann anwesend, als ein abgesprungener amerikanischer Pilot erschossen wird. Einer am 10. Mai 1945 erstatteten Anzeige eines anderen Guthmannshäusers zufolge verlangt er am gleichen Tage vergeblich die Herausgabe eines Amerikaners, den das deutsche Wachpersonal eines Kriegsgefangenen-Arbeitskommandos bereits gefangen genommen hatte.

### 29. Juli 1944Buttstädt
First Lieutenant Charles A. Norby, Pilot der amerikanischen B-17 42-97863, wird am Ortsrand von Buttstädt von einem Landwachtführer erschossen – angeblich auf der Flucht.

### 8. März 1945Buttstädt
Die Besatzungsmitglieder des abgeschossenen britischen Lancaster-Bombers NG186 A4-O, Flight Lieutenant Peter Scott (Pilot) und Sergeant Alan Kenneth Robinson (Bordmechaniker), werden am Ortsrand von Buttstädt, angeblich bei einem Fluchtversuch, von ihrer Eskorte erschossen. Im Prozess gegen die angeblichen Täter sagt ein Angeklagter aus, Hofmann sei nach der Tat am Tatort erschienen.

### 8. März 1945Vogelsberg
Der Heckschütze des abgeschossenen britischen Lancaster-Bombers JA857 PM-M, Sergeant Arthur George Fry, wird, angeblich bei einem Fluchtversuch, durch Genickschuss getötet. In britischen Ermittlungsakten wird ein Zeuge zitiert, der Hofmann zur Tatzeit am Tatort gesehen hat. Ein anderer berichtet, dass Hofmann befohlen habe, die Leiche des Ermordeten durch die Straßen des Dorfes zu schleifen.

### 8. März 1945Vippachedelhausen
Pilot Officer Robert Appleyard, Navigator des abgeschossenen britischen Lancaster-Bombers NG186 A4-O, wird von einem deutschen Soldaten auf Urlaub gefangen genommen und von Hofmann erschossen.

### 8. März 1945Schloßvippach
Flying Officer Thomas M. Draper, Bombenschütze des abgeschossenen britischen Lancaster-Bombers NG186 A4-O, wird von Hofmann erschossen, während ein Polizist ihn an der Kette führt.

### 15. März 1945Buttstädt
Warrant Officer Ralph S. Howe, Funker des abgeschossenen britischen Lancaster-Bombers NG186 A4-O, wird von dem Kleinbrembacher Bauern Kurt Stiebritz aufgenommen und mehrere Tage gepflegt. Hofmann erscheint bei Stiebritz und bedroht ihn mit der Einweisung in ein KZ. Ein deutscher Arzt erscheint und gibt Howe eine Spritze. Bei Ankunft im Krankenhaus Buttstädt ist Howe tot.

## Todesumstände
Da die Amerikaner und Briten in Hofmann den Anstifter in allen und den Mittäter in zumindest einigen Fliegermordfällen seines Landkreises sahen, forschten sie nach, ob er noch zur Verantwortung gezogen werden konnte oder ob die Gerüchte von seinem Tod zutrafen. Durch Dokumente und die Aussage seiner Schwester ist belegt, dass er an einer deutschen Straßensperre angeschossen wurde und noch in derselben Nacht in einem Weimarer Krankenhaus starb.